# Xerodes cinerosa
Xerodes cinerosa là một loài bướm đêm trong họ Geometridae.